# Bob Ross
Robert Norman „Bob” Ross (Daytona Beach, Florida, 1942. október 29. – Orlando, Florida, 1995. július 4.) amerikai származású festő, művészetoktató és televíziós műsorvezető, a Joy Of Painting c. amerikai ismeretterjesztő sorozat megalkotója. A Joy Of Painting (A Festés Öröme – a szerk.) című televíziós műsort a PBS csatorna sugározta 1983 és 1994 között, de leadták még Kanadában, Latin-Amerikában és Európában is.
Ross a ’80-as években vált televíziós személyiséggé és posztumusz hírességgé vált az internetezők körében a 21. században. Tehetsége és kedves stílusa népes rajongótábort hozott számára a YouTube-on, a Twitch-en és további internetes felületen a halála után.

## Fiatalkora
Ross a floridai Daytona Beachen született Jack és Ollie Ross fiaként. Édesapja Cherokee származású ács, édesanyja pincérnő volt. Ross a floridai Orlandóban nevelkedett. Gyerekként saját szórakoztatására sérült állatokat fogadott be az otthonukba és gondoskodott róluk. Állítólag egy tatut, kígyót és aligátort is befogadott. A befogadott állatok egyike, egy Peapod (borsóhüvely – a szerk.) nevű mókus (teljes nevén Peapod The Pocket Squirrel) néhány alkalommal látható volt az általa vezetett televíziós műsorban is. Szintén feltűnt a képernyőn, igaz kevesebb alkalommal egy másik mókus is, melyet Ross gondozott. A barna színű mókus epilepsziával küzdött, egy állatorvos állítása szerint legfeljebb fél évet élhetett volna meg, Ross azonban még 4-5 évvel később is említést tett róla. Az általa gondozott állatokat a pincéjében tartotta egy nagy ketrecben a festőállvány mellett, így festés közben mellettük tudott maradni. Rossnak volt egy Jim nevű féltestvére, akit futólag említett meg a műsorában. Kilencedik osztályos korában Bob otthagyta a középiskolát, hogy apjával együtt tetőfedőként dolgozzon. Munka közben elveszítette a bal mutatóujjának egy részét, de ennek ellenére ugyanúgy tartotta a festőpalettáját.

## Katonai pályafutása
1961-ben a 18 éves Rosst besorozták a hadseregbe és az Amerikai Légierőnél szolgált orvosi nyilvántartási technikusként, végül főtörzsőrmesterré léptették elő. Kinevezése után szakaszparancsnok lett a légierő Eielson Támaszpontján Alaszkában. Az alaszkai tartózkodása alatt látott először havat és hegyeket, melyek később az alkotásaiban visszatérő motívumok lettek. Kifejlesztett egy gyors festési technikát, amivel eladásra szánt műtárgyakat tudott készíteni a rövid munkaközi szüneteiben. A katonai szolgálat megkövetelte tőle, ahogyan ő fogalmazott, hogy kemény és szigorú legyen, aki kisúroltatja másokkal a latrinát és beveteti velük az ágyukat és kiabál velük, ha késnek a szolgálatból. Mindezek hatására Ross úgy döntött, ha leszerel a hadseregből, nem emeli fel többé a hangját.

## Festői pályafutása
Húszas évei alatt a légierő kötelékében Ross megismerkedett a festészettel, miután részt vett egy művészeti kurzuson az anchorage-i U.S.O. klubban. Gyakran állt hadilábon festményeivel az oktatói szemében, mert azok inkább az absztrakt irányzat kedvelői voltak. Ross elmondása szerint megmondják neked, mitől lesz fa a fa, azt viszont nem, hogyan fess meg egy fát.
Ross részmunkaidőben csaposként dolgozott, amikor felfedezte a Magic of Oil Painting (Az olajfestés varázsa) című tévéműsort, amit a német származású festő, Bill Alexander vezetett. Alexander egy 16. századi stílusú festési technikát mutatott be. Az úgynevezett Alla Prima egy olasz kifejezés, Első Próbálkozást jelent, közismertebb nevén wet-on-wet, azaz vizes-a-vizesen technika, ami lehetővé teszi egy olajfestmény elkészítését 30 perc alatt, anélkül, hogy a festményt hagyni kéne száradni.
Ross gyakorolni kezdte az Alla Prima technikájú festést Alexander műsora nyomán, amiben időben sokat fejlődött és alaszkai tájképek árusításába kezdett, amelyeket aranybányász-serpenyők belső felületére festett. Idővel aztán a festményeiből származó bevétele túlszárnyalta a katonai szolgálatból származó jövedelmét. 1981-ben húsz év szolgálat után, főtörzsőrmesterként szerelt le a katonaságtól.
Leszerelését követően visszatért Floridába és festészetet tanult Alexander irányítása mellett, majd az Alexander Magic Art Supplies Company vállalkozásnál kezdett tevékenykedni oktatóként és utazóügynökként. Anette Kowalskinak, aki részt vett a Ross által tartott egyik ülésen meggyőződése volt, hogy Ross önállóan is nagy sikert tudna elérni a szakmában, végül meggyőzte, hogy kezdjen önálló vállalkozásba. Kowalski, Ross és Ross felesége mindhárman befektették megtakarításaikat az újonnan induló vállalkozásba. Az üzlet kezdetben nehezen indul el, Ross jellegzetes göndör hajviselete egy költségcsökkentő intézkedésként alakult ki, ugyanis az úgynevezett „crew cut” hajviselet kialakítása túl drágának bizonyult. Ross az évek múlásával egyre kevésbé szerette ezt a fajta frizurát viselni, azonban karrierje végéig megtartotta. Aggódott miatta, hogyha megváltozna a hajviselete az sértené az addigra kialakult brandet, ugyanis a göndör hajú Ross sziluettje a vállalat logójává nőtte ki magát.
A Joy of Painting c. tévéműsor eredete nem teljesen ismert. A felvételeket a PBS stúdió műtermében rögzítették Indiana államban. A műsor 1983. január 11-től 1994. március 17-ig futott, azonban több országban ezt követően is adták a műsor ismétléseit. Egy-egy félórás műsoridő alatt, Ross a nézők elé tárta az olajfestés gyorsan tanulható technikáit. A festmény elkészítése az elképzelésével, a témájának kitalálásával kezdődött és lépésről lépésre mutatta be a festmény elkészítésének lépéseit.
Mira Schor művészeti kritikus Bob Ross-t Fred Rogershez hasonlította, állítása szerint a műsor lassú tempója és lágy hangvétele nagyon hasonlított a Mister Roger’s Neighborhood c. műsorra.
Anette és Walt Kowalski segítségével Ross egy 15 millió dolláros vállalkozást épített fel, a Bob Ross Inc-t, ami művészkellélek forgalmazásával, ismeretterjesztő könyvek eladásával és marketing festőkurzusokat tartott, amiket a Bob Ross módszerrel képzett instruktorok tartottak. Ross elmondása szerint minden bevétele ezekből a forrásokból származott, televíziós műsora csupán nevén megismeréséhez járult hozzá és termékeit reklámozta. Ross halála után a vállalkozás jogait a Kowalski család kapta meg.
Mindezek mellett Ross foglalkozott vadállatok, főleg mókusok filmezésével. Felvételeit főként saját kertjében készítette, gyakran fogadott be felnőttként is sérül vagy elhagyott állatokat. Legmeghatározóbb állatok Ross életében a mókusok voltak, gyakran tűntek fel a festővásznain is.

### Technikája
Ross az ún. wet-on-wet festési technikát használta, aminek a lényege, hogy olyan felületekre hordja fel a nedves olajfestéket, ami még nem száradt meg, ezzel gyorsabban lehet elkészíteni a festményeket, mivel nem kell megvárni, amíg a különböző rétegeken megszárad a festék. Műsorában Ross korlátozott mennyiségű színt és különböző eszközöket használt, hogy a nézőknek ne kelljen drága és nehezen beszerezhető festékek és felszerelés vásárlásával túl sok pénzt fordítaniuk az alkotásra. Gyakran javasolta a szagtalan festékhígító használatát az ecsetek tisztításához. A wet-on-wet festési technika és a nagy és lapos, valamint a két hüvelykes ecset és festőkés használatával Ross pillanatok alatt tudott hegyeket, fákat, felhőket és vizet varázsolni a vászonra. Minden festménye néhány egyszerű ecsetmozdulattal kezdődött, ami nem is tűnt másnak, mint néhány kisebb festékpacának a vásznon. További színek és ecsetvonások hozzáadásával azonban, összetett festmények születtek a keze alatt.
Ross a műsorában bemutatott festmények szinte mindegyikéből három darabot készített. Az első darabot az aktuális rész felvétele előtt készítette el és a kamera képén kívül, egy festőállványra helyezte, a felvétel alatt azt használva referenciaként. A második festményt a forgatás alatt festette, közönségével együtt. A film felvétele után, Ross általában készített egy harmadik, még részletgazdagabb festményt az adott témáról, melyet az ismeretterjesztő könyveiben használt szemléltetőanyagként. Az elkészített festmények oldalára, vagy hátuljára Ross feljegyezte, hogy milyen sorrendben készültek. Az első darabokra a Kowalski, a felvételen látható darabokra a TV, a végső, könyvben bemutatott példányokra pedig a Könyv szavakat jegyezte fel.

### Hatása
Ross a Joy of Painting második szériájának első részét Bill Alexandernek ajánlotta. Elmondása szerint évekkel ezelőtt Ő ismertette meg vele a wet-on-wet technikát, amivel egy óriási ajándékot adott számára, melyet a nézőkkel is szeretne megosztani. Ross népszerűségének növekedésével folyamatosan vált egyre feszültebbé Alexanderhez fűződő viszonya. Alexander 1991-es New York Timesnak tett nyilatkozatában így nyilatkozott: „Ross elárult engem. Én találtam fel a wet-on-wet technikát, amit megtanítottam neki és most azt hiszi, jobb nálam…” A művészettörténészek azonban rámutattak, hogy az említett technika Flandriából származik. A wet-on-wet, vagy Alla Prima technikát már a 15. században alkalmazták többek között olyan művészek, mint Frans Hals, Diego Velázquez, Caravaggio, Paul Cézanne, John Singer Sargent, és Claude Monet.

### Stílusa
Ross híressé vált az olyan, festés közben gyakran alkalmazott mondatairól, mint a „happy little trees” (vidám kis fák). A Joy of Painting több részében megemlítette, hogy a festés közben a kedvenc része, mikor az ecsetet tisztítja. A festékes ecsetet először letisztította szagtalan hígítóval, majd lehúzta a doboz oldalán, végül nekicsapkodta a festőállvány lábának közben mosolyogva és gyakran nevetve hozzátette: „beat the Devil out of it” (rázd ki belőle az Ördögöt is – a szerk.). Gyakran használt finoman lecsiszolt festőpalettát, mivel az nem csillogott olyan erősen az erős stúdióvilágításban sem.
Ross a forgatások során farmernadrágot és begombolt inget viselt, amely szerinte klasszikus viseletnek számít. Minimalista felszerelést használt, hangsúlyát pedig úgy választotta meg, mintha kizárólag egy nézőhöz beszélne. Mikor a laza és elégedett hozzáállásáról kérdezték, így válaszolt:
„Nemrég kaptam egy levelet egy nézőtől, aki azt mondta „Bob, a te világodban minden olyan vidámnak tűnik”. Hát persze! Ezért festek, hogy megalkothassam a saját kis világomat, ami olyan vidám, amennyire én szeretném. Ha rossz dolgokra vagy kíváncsi, nézd meg a híreket…”
Ross tájképei, melyeknek visszatérő témái a hegyek, a hó, a fák, folyók vagy tavak és a faházak az alaszkai tartózkodását idézik számára, ahol katonai pályafutása idejére helyezték őt el. Tévéműsorában többször megjegyezte, hogy véleménye szerint mindenkiben van öröklötten művészeti tehetség és sikeres művész válhat belőle, ha rászánja az időt a gyakorlásra. Visszatérő mondását, mely szállóigévé vált azóta a követői és az internetezők körében: We don’t make mistakes; we just have happy accidents” (nincsenek hibák, csak vidám kis balesetek) szintén gyakran használta festés közben.
2014-ben a FiveThirtyEight blog összesítése szerint, a 381 epizód során, melyeken élőben készítette festményeit, 91%-ban szerepelt a festményén legalább egy fa, 44%-ban felhők, 39%-ukon hegyek voltak láthatók és 34%-on ábrázolt vizet valamilyen formában. Saját becslése szerint, élete során mintegy 30 ezer festményt készített. Alkotásain ritkán szerepelt bármilyen ember alkotta tárgy és ritkán látszódtak emberi tevékenység nyomai. Faházak megjelentek ugyan néhány festményén, de például a ház kéményéből nem szivárgott füst, ami arra utalt, hogy az építmény elhagyatott.

## Egyéb médiaszereplései
Ross kedvelte a countryzenét, 1987-ben Hank Snow felinvitálta a színpadra nashville-i fellépésén. A közönség kitörő örömmel fogadta, ő azonban kissé megszeppenve állt ki a közönség elé. Ross megnyugodva hagyta el a színpadot, miután elsütött néhány viccet a közönségnek. Ross később magánórát adott Snownak.
Keményborítós könyvének, a The Best of the Joy of Painting with Bob Ross-nak a bemutatására több alkalommal is New York-ba utazott. 1989-es New York-i látogatásán feltűnt a The Joan Rivers Showban, majd 1992-ben visszatért és meghívást kapott a Regis Phillbin és Kathie Lee Gifford vezette élő showba. 1994-ben Phil Donahue, aki maga is kedvelője volt Ross munkásságának meghívta őt a műsorába, ahol Ross a közönség öt tagját invitálta a színpadra, hogy együtt készítsenek el egy festményt. Donahue maga is részt vett a festésben, elkészült alkotását a közönségnek is bemutatta.
Az 1990-es években Ross több MTV reklámban is szerepelt, az American City Business Journal szerint tökéletesen összeillik az X generáció ízlésével, ami imád minden ironikus és retro dolgot.

## Magánélete
Rossnak első feleségétől, Vivien Ridge-től egy fia született, Steven, aki maga is tehetséges festővé vált, feltűnt időnként a Joy of Painting c. műsorban és Bob Ross minősítésű oktató lett. Steven az első évad utolsó részében tűnt fel először a képernyőn, amiben általános „hogyan kell” típusú kéréseket tett fel apjának, aki a festmény elkészítése közben választ adott a kérdésekre.
Ross és Ridge házassága 1977-ben válással végződött. Második feleségével Jane-nel nem született közös gyerekük. Jane 1992-ben rákban halt meg. 1995-ben, két hónappal a halála előtt Ross megkötötte harmadik házasságát Lynda Brownnal.
Ross a magánéletét igyekezett titokban tartani a nagyközönség előtt, annak részleteibe csak a családját és szűk baráti körét avatta be. Néhányukkal interjú is készült a PBS által 2011-ben készült, Bob Ross: The Happy Painter c. dokumentumfilmhez. Vállalkozása, a Bob Ross Inc. a mai napig az ő szellemi terméke.

## Halála
Ross 1995. július 4-én, 52 éves korában hunyt el lymphoma következtében, mely ellen évekig küzdött. Földi maradványait a floridai Gotha-ban lévő Woodlawn Memorial Parkban helyezték örök nyugalomra. Fölötte ez a felirat olvasható: Bob Ross; Televíziós Művész. Betegségét titokban tartotta a nyilvánosság előtt, halála után hosszú ideig is csak családja és szűk baráti köre tudott róla.

## Öröksége
Bob Ross karaktere a halála után sem tűnt el a köztudatból, a popkultúra szimbolikus elemévé vált. Megjelent animációs sorozatokban, például a Family Guyban és a Boondocksban, feltűnik továbbá a Cool túra és a Deadpool 2 című filmekben is, valamint a Smite videójátékban. Karakterét szerepeltették továbbá a YouTube-on híressé vált Epic Rab Battles of History c. sorozatban, ahol Pablo Picassoval vívott verbális párbajt.
2012. október 29-én, születésének 70. évfordulójára a Google egy különleges Google Doodle-t készített, amivel a művész előtt tisztelgett. Benne Ross látható, amint a vászonra festett tájkép közepére a keresőcég „g” betűjét festi éppen. Ross tervezte, hogy saját készítésű videojátékot fog piacra dobni, ami a tervek szerint Wii, Nintendo DS és PC platformokon lett volna elérhető, azonban ezirányú elképzelése nem valósult meg.
Ross legújabb népszerűségi hulláma 2015-ben, a Twitch Creative csatorna indulásával indult útjának. A csatorna 2015. október 29-én 9 napos Bob Ross maratont rendezett, ahol a Joy of Painting c. sorozat epizódjait adták le. A kilencnapos maraton végül 5,6 millió nézőt hozott a csatornának, így nem sokkal később ismételten leadták a műsor epizódjait heti bontásokban, az ebből befolyt nyereség egy részét jótékony célra fordították, többek között a St. Jude kórház javára.
2016-ban a Netflix műsorára tűzte Ross „Beauty is Everywhere” (a szépség mindenhol ott van) sorozatát. Az egyenként 30 perces epizódok a Joy of Painting 20., 21., és 22. szériájából származnak. Az újonnan feltámadott érdeklődési hullám meglepte a Kowalski családot is, akik Ross örökségének kezelői és elhatározták, hogy YouTube csatornát indítanak, ahol bárki számára elérhető lesz Ross műsora. A csatorna népszerűsége gyorsan növekedett, egy év alatt több, mint egymillió feliratkozót vonzott.
Ross népszerűségének növekedésével felmerült a rajongókban a kérdés, hogy mi lett a Ross által festett képekkel. A Joy of Painting sorozat forgatása során közel 1000 darab festmény született a művész kezei alatt, ami a Kowalski család tulajdonában van. A festmények azonban helytelen tárolás következtében az évek múlásával károsodhatnak, ezért a Washington D.C.-ben lévő Smithosian American Art Museum felajánlást tett a Kowalski családnak, hogy a náluk őrzött műtárgyakat szállítsák át a múzeumba, ahol külön kiállítás nyílik belőlük a műsor egyéb kellékeiből.

## Érdekességek
A 21. században további fiatal rajongót is magáénak tudhat Ross, az időközben divatba jött ASMR videóknak köszönhetően, aminek az a lényege, hogy a videóban szereplő emberek suttogva beszélnek, ami a bizonyos hallgatóiban relaxációs érzéseket kelt. Joan Kowalski, a Bob Ross Inc. ügyvezetője „az ASMR keresztapjának” nevezte Rosst, hozzátéve, hogy „híressé tette az ASMR-t, mielőtt az egyáltalán létezett volna.”

## Fordítás
- Ez a szócikk részben vagy egészben  a   Bob Ross című angol Wikipédia-szócikk fordításán alapul.  Az eredeti cikk szerkesztőit annak laptörténete sorolja fel. Ez a jelzés csupán a megfogalmazás eredetét és a szerzői jogokat jelzi, nem szolgál a cikkben szereplő információk forrásmegjelöléseként.